# 遠山友春
遠山 友春（とおやま ともはる ）は、美濃苗木藩の第4代藩主。幼名は五郎八。

## 略歴
寛文元年6月6日（1661年7月2日）苗木城で生まれた。
延宝3年（1675年）7月6日、父の友貞の死去により苗木藩主を嗣ぎ、7月26日には、将軍・徳川綱吉に御目見えした。同年9月には藩内における奉行の不正取締りを行なった。
延宝4年（1676年）12月26日、従五位下・和泉守に叙任された。
延宝5年（1677年）5月、藩主となって初めて苗木城へ入城した。
伊東長貞の娘と婚姻していたが、延宝7年（1679年）12月26日に没したため、江戸高輪の東禅寺に葬った。
その後、俊(織田長政の娘)を娶った。
延宝8年（1680年）8月31日、鳥羽藩の内藤忠勝が改易されたので鳥羽城を在番を命じられ、家老の纐纈藤左衛門・用人の小池傳兵衛・旗頭の石垣荘右衛門・鉄炮頭の伊藤十郎太夫・弓頭の纐纈勘右衛門・槍頭の陶山茂左衛門・平士の棚橋源太左衛門・鈴木金左衛門・長沼八郎左衛門・普請奉行の纐纈市左衛門・東紋太夫・賄役の宮地藤兵衛が随行した。
天和元年(1681年)4月、土井利益が鳥羽藩主となって入城すると引き渡した。
天和元年(1681年)6月15日、幕府の巡見使が苗木領内を通行した際には田瀬村で昼食を供した。
貞享3年(1686年)6月23日、千村平蔵義道を幕命により預かった。
貞享6年(1689年)以後は、呉服橋門番、日比谷門番、幸橋門番、駿府加番、半蔵門番、増上寺の火の番などを勤めた。
元禄8年（1695年）、駿府城加番を任じられ、老臣の田邊紋右衛門・用人の小倉猪兵衛・小池市郎左衛門らを伴って赴任し、翌年まで駐在した。
元禄15年（1702年）7月、岩村藩主の丹羽氏音が越後高柳藩への移封にあたり江戸から帰国し、老臣の宮地守右衛門らを伴って岩村城へ赴き、信濃飯田藩主の堀親賢と共に岩村城の請取役を務め、友春は二の丸、堀親賢は本丸、それぞれ7月29日に請取を完了した。
信濃小諸藩より松平乗紀が岩村藩の第8代藩主として2万石で岩村城に来城する前の10月29日まで在番し松平家の家臣に岩村城を引き渡した。
正徳2年（1712年）2月16日、家督を次男の遠山友由に譲って隠居し、友山と称した。
正徳4年（1714年）2月26日に54歳で没した。墓所は中津川市苗木の苗木遠山家廟所。